# Косме да Кунья, Жуан
Жуан Косме да Кунья (порт. João Cosme da Cunha; 27 сентября 1715, Лиссабон, королевство Португалия — 31 января 1783, там же) —  португальский кардинал, августинец. Титулярный епископ Олимпии и коадъютор Лейрии, с правом наследования, с 28 марта по 8 апреля 1746. Епископ Лейрии с 8 апреля 1746 по 24 марта 1760. Архиепископ Эворы с 24 марта 1760 по 31 января 1783. Кардинал-священник с 6 августа 1770.